# جورج سویدنین
جورج سویدنین (انگلیسی: George Swindin; ۴ دسامبر ۱۹۱۴ – ۲۶ اکتبر ۲۰۰۵) بازیکن فوتبال اهل بریتانیا بود.
از باشگاه‌هایی که در آن بازی کرده‌است می‌توان به باشگاه فوتبال برادفورد سیتی، باشگاه فوتبال پیتربورو یونایتد، و باشگاه فوتبال آرسنال اشاره کرد.